# Henri Christophe
Henri Cristophe (Grenada, 1767. október 6. – Haiti,  1820. október 8.) rabszolgaként született, a haiti forradalom egyik vezérévé vált. Az ország függetlenné válása után összeesküvést szervezett az államfő megdöntésére. 1807-től a kettészakadt Haiti északi részének elnöke, majd 1811-től I. Henrik néven királya.

## Ifjúsága
Születésének helye és pontos ideje bizonytalan, feltehetőleg Grenada szigetén született 1767-ben egy fekete rabszolganő és szintén fekete gazdája gyermekeként. Később Saint-Domingue francia gyarmatra (a mai Haiti) került. Lehetséges, hogy a franciák oldalán harcoló félvérek Chasseurs-Volontaires de Saint-Domingue osztagában dobosként részt vett az amerikai függetlenségi háborúban. A lövészosztag többek között Savannah ostrománál is harcolt.
Felnőttként gazdája utasítása szerint kőművesként, hajósként, istállófiúként, pincérként és biliárdkészítőként egyformán dolgozott. A gyarmat északi részén fekvő Cap-Français városában szállodapincérként megtanulta az etikettet. Állítólag még azelőtt felszabadították, hogy 1791-ben kitört volna a gyarmaton a rabszolgalázadás, ami aztán a haiti forradalommá terebélyesedett.
Christophe csatlakozott a felkeléshez és gyorsan haladt felfelé a ranglétrán. Évekig harcolt a forradalom vezére, Toussaint Louverture oldalán a francia gyarmati hadsereg, valamint a spanyol, brit és végül a francia megszálló csapatok ellen. 1802-ben tábornokká léptették elő.

## A független Haiti
A franciák árulással elfogták Louverture-t és Európába szállították. Mikor vissza akarták állítani a rabszolgaságot, a gyarmat Jean-Jacques Dessalines vezetésével újból fellázadt. Az európai csapatokat megtizedelte a sárgaláz és a felkelők fokozatosan kiszorították őket. A franciák 1803 végén a sziget spanyol részére vonták megmaradt hétezer emberüket, 1804. január 1-én pedig Dessalines (akit néhány hónappal később császárrá koronázta) vezetésével kikiáltották a független Haitit.
1805-ben a francia csapatok még mindig Hispaniola spanyol részén tartózkodtak. Vezetőjük, Marie-Louis Ferrand parancsot adott, hogy minden 14 éven aluli fekete gyereket fogjanak el és adják el őket rabszolgának. Dessalines ennek hallatán megindította hadseregét ellenük, több várost kifosztott, a fővárost, Santo Domingót pedig ostrom alá vette.
Henri Christophe, mint Dessalines tábornoka Moca és Santiago városokat szállta meg. Mocában a férfilakosokat (köztük 20 papot) elfogatta és a temetőben legyilkoltatta őket. Az egyik templomban utólag 40 gyerek holttestét találták meg. A nőket és a gyerekeket fogolyként elhurcolta, a várost pedig felgyújtotta. Santiagóban hasonlóan járt el, onnan közel ezer lakost hurcolt el Haitiba.
1806-ban Henri Christophe megtudta, hogy Dessalines másik alvezére, a félvér Alexandre Pétion összeesküvést szervez a császár megbuktatására. Nem figyelmeztette az uralkodót, az akcióban lehetőséget látott a hatalom megszerzésére. Más források szerint Pétion ártatlan volt az ügyben, csak azért keverték bele a nevét, hogy a császár meggyilkolásáért a félvérekre hárítsák a felelősséget. Dessalines-t október 17-én meggyilkolták, helyette pedig Christophe-ot választották ideiglenes elnöknek, de tényleges hatalma nem volt.

## Haiti Állam és Haiti Királyság

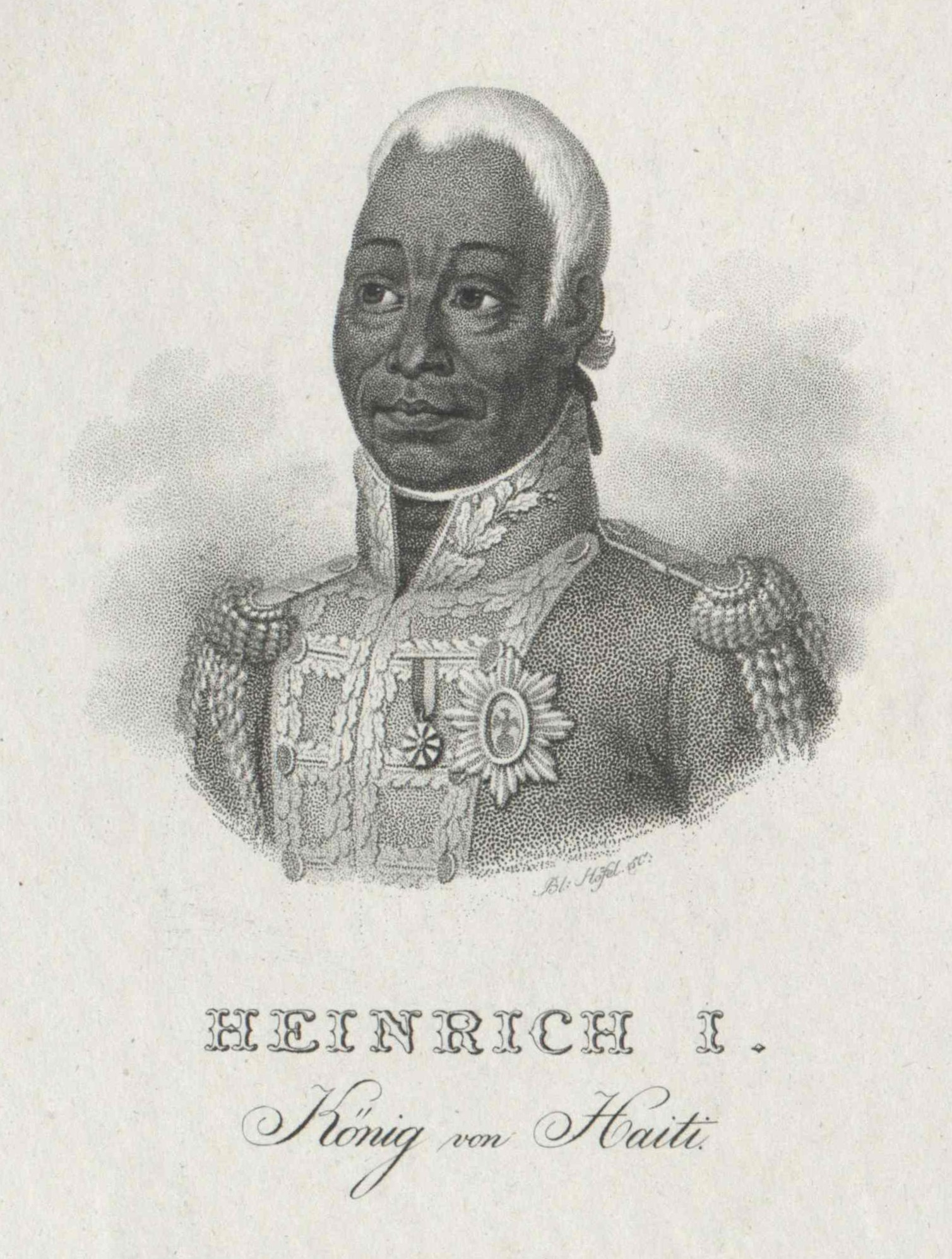
I. Henrik, Haiti királya

Cristophe és Pétion között hamarosan kitört a hatalmi harc, amiben egyik fél sem tudott döntő fölényt szerezni. Cristophe támogatóival együtt az ország északi részére vonult, ahol saját kormányt alakított és az ország két részre szakadt. 1807-ben a Haiti Állam elnökének, valamint szárazföldi és tengeri erőinek generalissimójának (président et généralissime des forces de terre et de mer de l'État d'Haïti) kiáltotta ki magát. Pétion erre válaszul délen megalakította Haiti Köztársaságot, melynek ő volt az elnöke.
Cristophe 1811-ben államát királysággá nyilvánította, őt pedig I. Henrik néven királlyá koronázták. Április 1-én kiadott ediktuma értelmében teljes címe: Henrik, Isten és az állam alkotmányos törvényei révén Haiti királya; Tortuga, Gonâve és egyéb szomszédos szigetek uralkodója; a zsarnokság eltiprója; a haiti nemzet megújítója és jótevője; erkölcsi, politikai és hadi intézményeinek megalkotója; az Újvilág első megkoronázott királya; a hit védelmezője; a Szent Henrik királyi katonai rend alapítója.
Cap-Français városát magáról Cap-Henri-nek nevezte át (később a Cap-Haïtien nevet kapta). Idősebb fiát, Jacques-Victor-t királyi herceggé és trónörökössé nevezte ki. Másik fia ezredes volt a hadseregben.
Hat kastélyt és nyolc palotát emeltetett magának és felépíttette a hatalmas Citadelle Laferrière erődjét, amely ma a Világörökség része. Létrehozta a haiti nemességet, amely eredetileg 4 főhercegből, 8 hercegből, 22 grófból, 40 báróból és 14 lovagból áll. Később a nemesek számát 87-ről 134-re emelte. Az európai udvarokban gúnyolódtak rajtuk és a "haiti nemesség" az állam által létrehozott és frissen kinevezett arisztokrácia szinonimája lett.
Az államnak jövedelemre volt szüksége és a volt rabszolgák nem szívesen dolgoztak a kemény munkát igénylő cukornádföldeken. Délen Pétion kisbirtokosoknak osztotta szét a földet, míg Cristophe megtartotta a nagy ültetvényeket és egyfajta kényszermunkarendszert vezetett be rajtuk. Az adót az állami cukornádföldeken való munkával lehetett kiváltani. A cukor eladásával szerzett jövedelmet a király hatalmas építkezéseihez használta fel, de ebből fizette a hivatalnokait és katonáit is.
Cristophe szerződést kötött Nagy-Britanniával, melyben vállalta, hogy nem fenyegeti a karib-tengeri angol kolóniákat, cserébe a brit flotta figyelmeztette volna egy esetleges francia támadás előtt. A közeledést elősegítette, hogy az angol Parlament 1807-ben megtiltotta afrikai rabszolgák behozatalát a brit területekre. Az angolokkal való cukor- és kávékereskedelemből Cristophe jelentős jövedelemre tett szert, miközben Pétion országrészében a kistermelők felhagytak az exportcikkek termelésével és a költségvetés sokszor a fizetésképtelenség határára került.

## Halála
Henrik király sokat tett a közoktatás fejlesztéséért és megreformálta a törvénykezést; ennek ellenére népszerűtlen, önkényeskedő uralkodónak tartották az ország polgárai. Déli határain folyamatos volt a feszültség a Haiti Köztársasággal. 1820-ra a megrendült egészségű Christophe állandóan puccstól és orgyilkosoktól rettegett, és végül október 8-án egy ezüstgolyóval megtöltött pisztollyal öngyilkosságot követett el. Fiát és örökösét tíz nappal később meggyilkolták, és a déli országrész elnöke, Jean-Pierre Boyer egyesítette Haitit. Henrik királyt a Citadelle Laferriere-ben temették el.
Leszármazottai az ország elitjéhez tartoztak. Haiti 1902-1908 között hivatalban lévő elnöke, Pierre Nord Alexis Cristophe unokája volt. Michèle Bennett, Jean-Claude Duvalier felesége is Christophe leszármazottja.

## Fordítás
- Ez a szócikk részben vagy egészben  a   Henri Cristophe című angol Wikipédia-szócikk ezen változatának fordításán alapul.  Az eredeti cikk szerkesztőit annak laptörténete sorolja fel. Ez a jelzés csupán a megfogalmazás eredetét és a szerzői jogokat jelzi, nem szolgál a cikkben szereplő információk forrásmegjelöléseként.